# Lớp Cá mập gai
Lớp Cá mập gai (danh pháp khoa học: Acanthodii) là một lớp cá đã tuyệt chủng. Chúng có các đặc trưng của cả cá xương (siêu lớp Osteichthyes) lẫn cá sụn (lớp Chondrichthyes). Chúng xuất hiện vào cuối kỷ Ordovic, đầu kỷ Silur (khoảng 430-440 triệu năm trước) và kéo dài đến cuối kỷ Permi (khoảng 250 triệu năm trước). Các loài cá mập gai đầu tiên là cá biển, nhưng trong kỷ Devon, các loài cá mập nước ngọt là chủ yếu. Chúng được phân biệt trong hai khía cạnh: chúng là các động vật có xương sống và quai hàm đầu tiên, và chúng có các gai chắc khỏe để hỗ trợ các vây của chúng, được cố định tại chỗ và không chuyển động được (tương tự như vây lưng của cá mập ngày nay).
Hiện người ta biết có ba bộ cá mập gai là: Climatiiformes, Ischnacanthiformes và Acanthodiformes. Bộ Climatiiformes có giáp ở vai và nhiều gai nhỏ và nhọn, bộ Ischnacathiformes có các răng hợp nhất với quai hàm, còn bộ Acanthodiformes là các loài cá kiếm ăn theo kiểu lọc nước, chúng không có răng mà có các lược mang cá dài.
Gần như tất cả các loài cá này đều có kích thước rất nhỏ, mảnh khảnh và có các mắt to, đuôi dị hình, với phần cột sống thuộc phần đuôi hỗ trợ thùy trên của vây đuôi, tương tự như đuôi của cá mập ngày nay. Tất cả chúng đều có các cặp gai bằng chất xương dọc theo đường bụng ở đoạn giữa thân, thông thường hỗ trợ một mạng mô giữa gai và cơ thể, tạo thành vây. Vì thế mà có tên hiệu "cá mập gai". Các gai đặc biệt này là tiền đề để có tên gọi khoa học của lớp này, lấy theo tiếng Hy Lạp Akanthos.
Vảy của cá mập gai là duy nhất và được sử dụng trong việc xác định niên đại tương đối của đá trầm tích. Các vảy này nhỏ, với phần gốc vảy có dạng củ hành, phần cổ và phần chóp có dạng hình thoi phẳng hay hơi cong.

## Hình ảnh

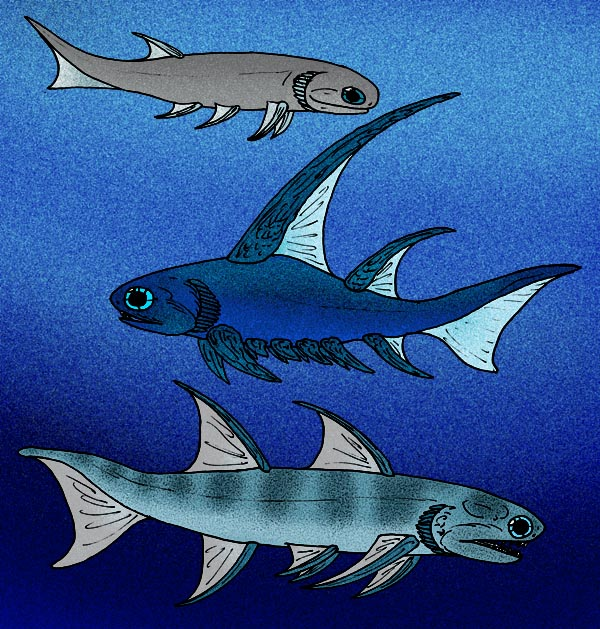
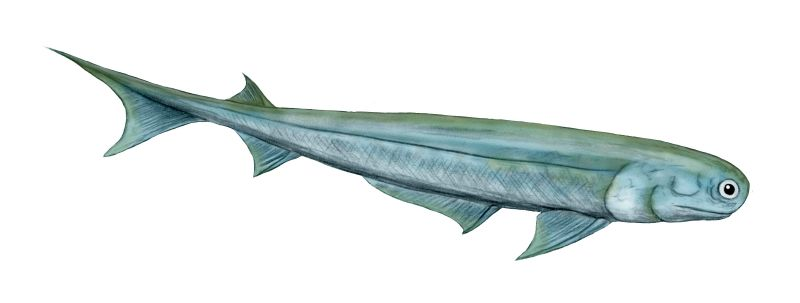
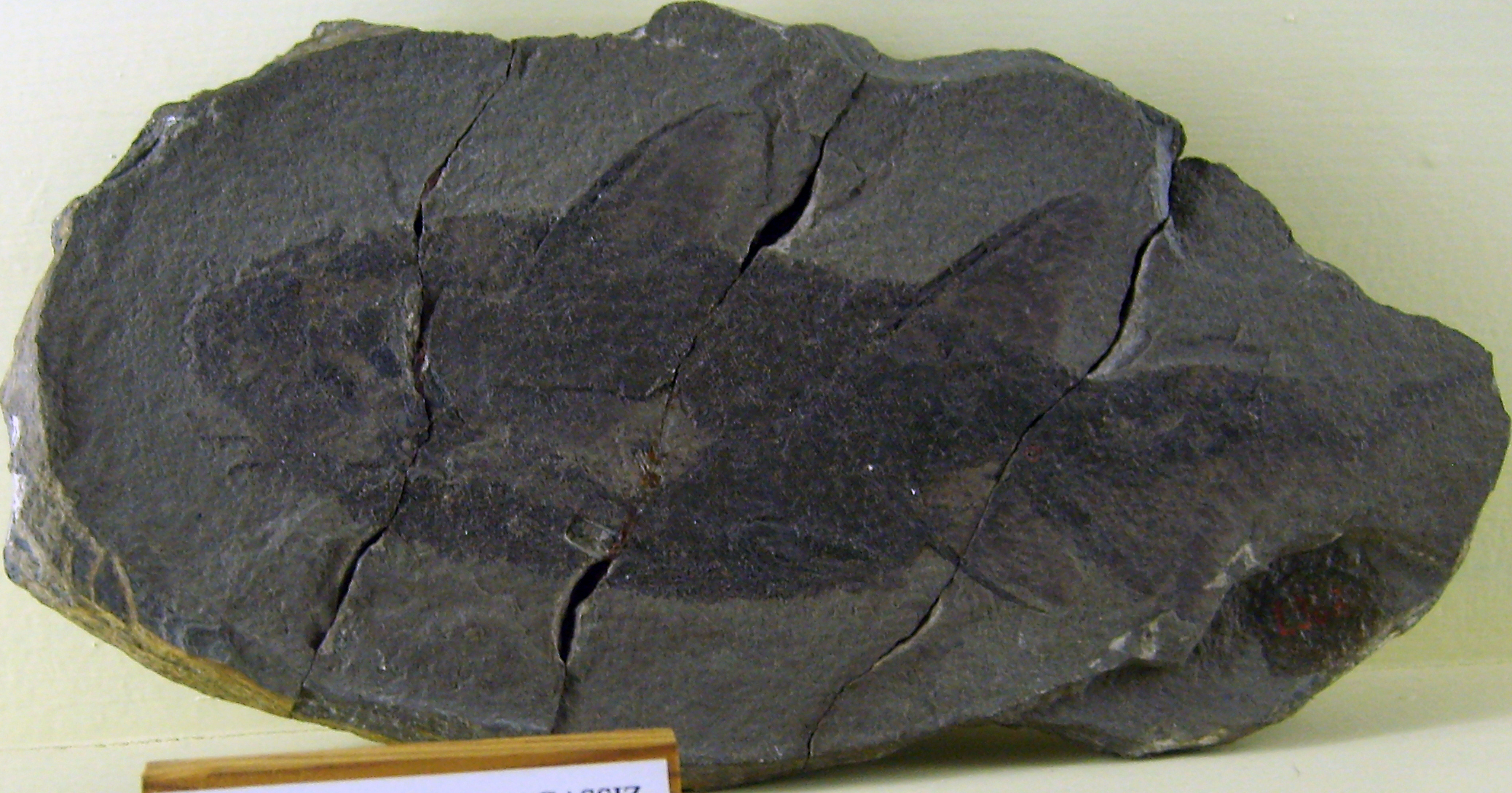
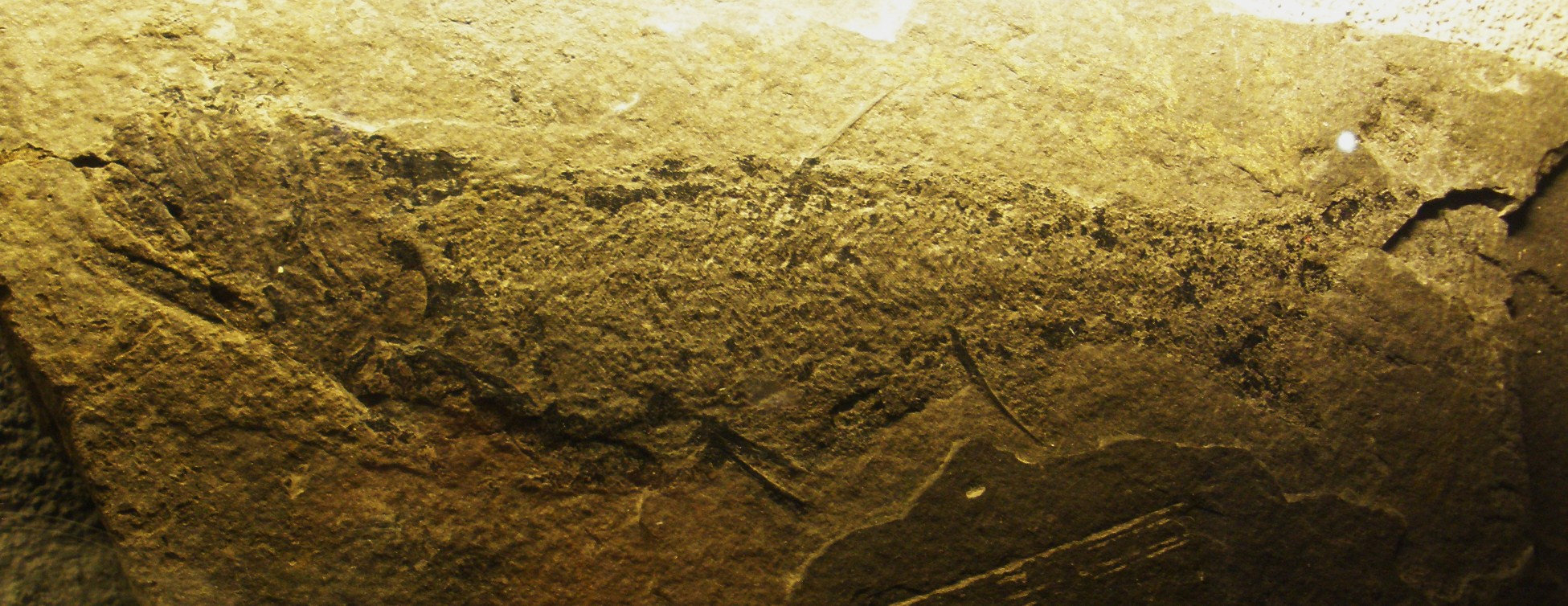